# Phaeacius
Phaeacius es un género de arañas de la familia Salticidae (arañas saltadoras), que se encuentra en la China subtropical y entre India y la Península de Malaca, incluyendo Sri Lanka, Sumatra y las Filipinas. Aunque otras arañas pueden saltar, las saltadoras, incluyendo a Phaeacius, tienen una visión significativamente mejor que otras arañas, y sus ojos principales son más agudos durante el día que los de un gato y diez veces más agudos que los de una libélula. Los ojos principales enfocan con precisión un objeto a distancias desde aproximadamente 2 cm hasta el infinito, y en la práctica pueden ver hasta unos 75 cm. No tejen telarañas.
Mientras que la mayoría de las arañas saltadoras son cazadoras activas, Phaeacius es inusualmente sedentario, generalmente descansando en su postura aplanada característica durante horas o días en troncos, árboles, piezas de madera o cualquier superficie sólida, donde está muy bien camuflado. Su presa preferida son las polillas y otros insectos, incluidas otras arañas saltadoras. Los insectos pueden moverse alrededor de un Phaeacius inactivo, o incluso sobre su cuerpo, pero si el insecto pasa entre el primer par de patas del Phaeacius, este se lanza extremadamente rápido para morder a la presa. A veces, Phaeacius adopta un enfoque más activo, especialmente si no ha capturado presas durante una semana o más. Phaeacius no entra voluntariamente en telarañas y se aleja si toca una accidentalmente. Puede morder los hilos y tirar con fuerza con sus patas, pero no puede escapar de telarañas muy pegajosas.
Los géneros Portia y Spartaeus están estrechamente relacionados con Phaeacius.

## Descripción
El cuerpo entero de Phaeacius mide entre 7,5 y 11,5 mm de largo, y es notablemente aplanado, incluido el cefalotórax, mientras que los cefalotórax de otros grupos están elevados. El cefalotórax de Phaeacius es relativamente largo, y el punto más alto está un poco detrás del último par de ojos. Phaeacius está muy bien camuflado; por ejemplo, P. malayensis tiene un cuerpo con marcas grises y marrones opacas que se asemejan a la superficie de los troncos de árboles en la selva tropical.

## Sentidos

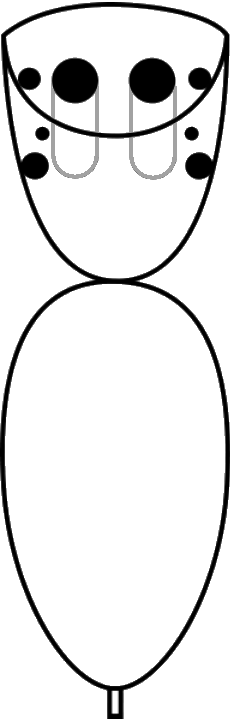
Patrón de ojos de las arañas saltadoras en el cefalotórax «cuadrado»

Las arañas saltadoras tienen ocho ojos, los dos grandes en la posición central-frontal (los ojos anteriores-medianos, también llamados «ojos principales») proporcionan una visión aguda y están alojados en tubos dentro de la cabeza. Los otros seis son ojos secundarios, situados a lo largo de los lados del cefalotórax y actúan principalmente como detectores de movimiento. Mientras que el par medio de ojos secundarios en la mayoría de las arañas saltadoras es pequeño, los de Phaeacius y otros miembros de la subfamilia Spartaeinae son casi tan grandes como los otros ojos secundarios. Aunque otras arañas pueden saltar, las saltadoras, incluyendo Phaeacius, tienen una visión significativamente mejor que otras arañas, y sus ojos principales son más agudos durante el día que los de un gato y diez veces más agudos que los de una libélula. Los ojos principales enfocan con precisión un objeto a distancias desde aproximadamente 2 cm hasta el infinito, y en la práctica pueden ver hasta unos 75 cm.
Las arañas, como otros artrópodos, tienen sensores, a menudo setas modificadas (cerdas), que protruden a través de su cutícula («piel») para el olfato, gusto, tacto y vibración. A diferencia de los insectos, las arañas y otros quelicerados no tienen antenas.

## Movimiento y detección
Mientras que la mayoría de las arañas saltadoras caminan rápido, con un paso de parar y avanzar y saltando sobre obstáculos, los movimientos de Phaeacius son muy inusuales. Phaeacius suele usar una «postura aplanada» con la cabeza hacia abajo en una superficie vertical, con el cuerpo, las patas y los palpos presionados contra la superficie, las patas traseras hacia arriba y las otras patas hacia abajo, y sus marcas y cuerpo aplanado lo hacen fácilmente oculto contra la corteza de un tronco de árbol. Su hábito de caminar con el cuerpo y las patas aplanados contra una superficie ayuda a Phaeacius a pasar desapercibido.

## Alimentación y defensa
Mientras que casi todas las arañas saltadoras son depredadoras, cazando principalmente insectos, otras arañas y otros artrópodos, Phaeacius no utiliza las tácticas de caza habituales. La mayoría de las arañas saltadoras caminan durante todo el día para maximizar sus posibilidades de captura, y saltan sobre su presa y luego la muerden. A diferencia de la mayoría de las arañas saltadoras, Phaeacius y otras spartaeinas no saltan sobre la presa, sino que se lanzan desde aproximadamente la mitad de la longitud de su cuerpo.
Phaeacius es inusualmente sedentario para una araña saltadora, generalmente descansando en la postura aplanada durante horas o días en troncos, piezas de madera o cualquier superficie sólida, y captura ciertos tipos de presas con más frecuencia cuando el depredador coincide con este fondo. Los insectos pueden moverse alrededor de un Phaeacius inactivo, o incluso sobre su cuerpo o patas. Sin embargo, si el insecto pasa entre el primer par de patas del Phaeacius, este se lanza extremadamente rápido, elevando su cuerpo entre 2 y 3 mm y avanzando aproximadamente la mitad de la longitud de su cuerpo. El lanzamiento termina con los colmillos de la araña en la presa y a menudo con las dos primeras pares de patas formando una canasta sobre la presa. Cuando la presa deja de luchar, Phaeacius retoma la postura aplanada y luego se alimenta.
Sin embargo, Phaeacius puede adoptar otros enfoques más activos, con diferentes pasos para cada uno. Si un insecto permanece casi estacionario mientras Phaeacius está en la postura aplanada y de cara al insecto, la araña puede avanzar lentamente hacia su presa, meciéndose y manteniendo su postura aplanada. Para mecerse, Phaeacius avanza aproximadamente la mitad de la longitud de su cuerpo y luego, sin pausa, retrocede suavemente casi hasta la posición anterior. Realiza aproximadamente 10 ciclos de esos movimientos, avanzando de 1 a 2 mm por ciclo, y luego descansa. Este movimiento de mecerse puede disfrazar a Phaeacius como sombras en el tronco del árbol. El insecto ocasionalmente permanece estacionario hasta que Phaeacius llega a aproximadamente la mitad de la longitud de su cuerpo y luego se lanza.
Cuando caza otras arañas saltadoras y cuando el fondo coincide con su coloración, Phaeacius utiliza la «insinuación», en la que espera, a veces hasta una hora, mientras una araña saltadora se mueve cerca, y luego Phaeacius gira repentinamente hasta 180° hacia la presa y retoma la postura aplanada. Phaeacius luego se mueve unos milímetros hacia la presa y retoma la postura aplanada. Si la presa se aleja, Phaeacius continúa con la maniobra de insinuación, pero si la presa se mueve hacia ella, Phaeacius se lanza. Otras arañas saltadoras no muestran conciencia de un Phaeacius aplanado en un fondo que coincide, y aparentemente sobreviven por suerte. Cuando el fondo no coincide con la coloración de Phaeacius, otras arañas saltadoras reconocen a Phaeacius como una amenaza.
A veces, especialmente si no ha capturado presas durante una semana o más, Phaeacius puede acercarse a los insectos más rápido, desde 50 a 100 mm de distancia, y si es necesario girar para enfrentar a la presa. A menudo, Phaeacius adopta la postura aplanada después del giro, pero a veces camina más rápido de lo habitual y, sin pausa, se lanza desde aproximadamente la mitad de la longitud de su cuerpo.
En una prueba en un fondo que coincide con su propia coloración, Phaeacius fue más exitoso contra otras saltadoras y luego contra polillas, y también tuvo éxito contra moscas y arañas cazadoras. En un fondo no coincidente, Phaeacius fue más exitoso contra polillas.
Phaeacius no intenta comer huevos de otras arañas, no entra voluntariamente en telarañas y se aleja si toca una accidentalmente. Puede morder los hilos y tirar con fuerza con sus patas, pero no puede escapar de telarañas muy pegajosas. Este comportamiento es bastante diferente al de su pariente cercano, Portia, que caza activamente y puede entrar en cualquier tipo de telaraña para atrapar arañas y sus huevos.
Cuando es molestado, algunas arañas saltadoras suelen huir rápidamente y saltar si son perseguidas. Phaeacius permanece en su postura aplanada a menos que sea acosado, cuando corre rápidamente durante unos 100 a 300 mm y luego adopta la postura aplanada, y finalmente se aleja unos 10 minutos después.

## Reproducción
Antes del cortejo, las arañas macho tejen una pequeña telaraña y eyaculan sobre ella, y luego almacenan el semen en reservorios en sus palpos, que son más grandes que los de las hembras. Phaeacius teje una plataforma sedosa endeble, horizontal o vertical, de aproximadamente el doble de la longitud de la araña en diámetro, para mudar y poner huevos, pero no en otros momentos. Después de la muda, Phaeacius deja la exuvia descartada colgando de la plataforma. El saco de huevos de una hembra se coloca en una cavidad poco profunda en la superficie de un tronco.

## Taxonomía y distribución
Phaeacius es un género de arañas de la familia Salticidae (arañas saltadoras). Phaeacius pertenece a la subfamilia Spartaeinae, que se considera primitiva. La filogenia molecular, una técnica que compara el ADN de organismos para reconstruir el árbol de la vida, indica que Phaeacius es un miembro de la tribu Spartaeini, que Spartaeinae es basal (bastante similar a los ancestros de todas las arañas saltadoras), y que Phaeacius está estrechamente relacionado con Portia y Spartaeus.
El género se encuentra en la China subtropical y entre India y Malasia, incluyendo Sri Lanka, Sumatra y las Filipinas.

## Especies
- Phaeacius alabangensis Wijesinghe, 1991 – Filipinas
- Phaeacius azarkinae Prószyński & Deeleman-Reinhold, 2010 – Sumbawa
- Phaeacius biramosus Wijesinghe, 1991 – Sumatra
- Phaeacius canalis Wanless, 1981 – Filipinas
- Phaeacius fimbriatus Simon, 1900 – Nepal, Java
- Phaeacius hampi Freudenschuss & Seiter, 2016 – Filipinas
- Phaeacius lancearius (Thorell, 1895) – India, Myanmar
- Phaeacius leytensis Wijesinghe, 1991 – Filipinas
- Phaeacius mainitensis Barrion & Litsinger, 1995 – Filipinas
- Phaeacius malayensis Wanless, 1981 – China, Malasia, Singapur, Sumatra
- Phaeacius saxicola Wanless, 1981 – Nepal
- Phaeacius wanlessi Wijesinghe, 1991 – Nepal, Sri Lanka
- Phaeacius yixin Zhang & Li, 2005 – China
- Phaeacius yunnanensis Peng & Kim, 1998 – China